# Connor Michalek
Connor „The Crusher“ Michalek (25. listopadu 2005 – 25. dubna 2014) byl americký fanoušek organizace WWE. 

## Život
Narodil se 25. listopadu roku 2005. S rodinou žil ve městě Hampton Township. Již od dětství patřil mezi velké fanoušky wrestlingu a společnosti WWE. Jeho oblíbeným wrestlerem byl Daniel Bryan. Od tří let trpěl rakovinou páteře a mozku.
Značné pozornosti se mu dostalo poté, co na sociálních sítích uspořádal kampaň o setkání s americkým wrestlerem Danielem Bryanem. Později se s sním i dalšími wrestlery několikrát setkal.
Zemřel 25. dubna roku 2014 ve věku osmi let. 

## Památka
Triple H a Stephanie McMahonová z vedení WWE následně na jeho počest pojmenovali charitativní organizaci Connor's Cure, která vybírá peníze na pomoc lidem s rakovinou.
Na slavnostním ceremoniálu síně slávy WWE v roce 2015 mu byla posmrtně udělena Warrior Award.